# Велико Село (Пирот)
Велико Село је насеље Града Пирота у Пиротском округу. Према попису пописа из 2022. године било је 268 становника (према попису из 2002. било је 345 становника). У селу се налазе одвојена одељења од првог до четвртог разреда Основне школе „Свети Сава“ из Пирота, која похађају деца из Великог Села и Малог Јовановца.

## Географија
Село се налази на удаљености од око 8 km од Пирота, у Пиротској котлини. Поред села протиче река Нишава која чини границу границу атра села са атром Малог Јовановца. У атару села се налази и Крупачко језеро са рибњаком.

## Историја
Село је настало још пре доласка Турака у ове крајеве. Првобитно насеље су уништили Черкези, који су били насељени у местима званим Велико селиште и Бело поље и из ових крајева су протерани са ослобођењем Пирота од Турака. Назив Велико село потиче од ранијег турског назива за ово место - Големи чифлик.

## Демографија
У насељу Велико Село живи 301 пунолетни становник, а просечна старост становништва износи 47,3 година (45,0 код мушкараца и 49,7 код жена). У насељу има 139 домаћинстава, а просечан број чланова по домаћинству је 2,48.
Ово насеље је великим делом насељено Србима (према попису из 2002. године), а у последња три пописа, примећен је пад у броју становника.
|  |

| Демографија | Демографија | Демографија |
| Година      | Становника  | Становника  |
| ----------- | ----------- | ----------- |
| 1948.       | 813         |             |
| 1953.       | 776         |             |
| 1961.       | 579         |             |
| 1971.       | 486         |             |
| 1981.       | 465         |             |
| 1991.       | 413         | 409         |
| 2002.       | 345         | 345         |
| 2011.       | 277         |             |

| Етнички састав према попису из 2002.‍ | Етнички састав према попису из 2002.‍ | Етнички састав према попису из 2002.‍ | Етнички састав према попису из 2002.‍ | Етнички састав према попису из 2002.‍ |
| ------------------------------------ | ------------------------------------ | ------------------------------------ | ------------------------------------ | ------------------------------------ |
|                                      |                                      |                                      |                                      |                                      |
| Срби                                 | Срби                                 |                                      | 340                                  | 98,55%                               |
| Роми                                 | Роми                                 |                                      | 4                                    | 1,15%                                |
| непознато                            | непознато                            |                                      | 1                                    | 0,28%                                |

| Година пописа     | 1948. | 1953. | 1961. | 1971. | 1981. | 1991. | 2002. |
| ----------------- | ----- | ----- | ----- | ----- | ----- | ----- | ----- |
| Број домаћинстава | 147   | 157   | 154   | 141   | 141   | 140   | 139   |

| Број чланова      | 1  | 2  | 3  | 4  | 5 | 6 | 7 | 8 | 9 | 10 и више | Просек |
| ----------------- | -- | -- | -- | -- | - | - | - | - | - | --------- | ------ |
| Број домаћинстава | 36 | 47 | 25 | 22 | 5 | 3 | 0 | 0 | 1 | 0         | 2,48   |

| Пол    | Укупно | Неожењен/Неудата | Ожењен/Удата | Удовац/Удовица | Разведен/Разведена | Непознато |
| ------ | ------ | ---------------- | ------------ | -------------- | ------------------ | --------- |
| Мушки  | 156    | 37               | 99           | 18             | 2                  | 0         |
| Женски | 159    | 25               | 98           | 32             | 4                  | 0         |
| УКУПНО | 315    | 62               | 197          | 50             | 6                  | 0         |

| Пол    | Укупно                    | Пољопривреда, лов и шумарство | Рибарство                            | Вађење руде и камена | Прерађивачка индустрија       |
| ------ | ------------------------- | ----------------------------- | ------------------------------------ | -------------------- | ----------------------------- |
| Мушки  | 65                        | 7                             | 0                                    | 0                    | 39                            |
| Женски | 41                        | 2                             | 0                                    | 0                    | 33                            |
| УКУПНО | 106                       | 9                             | 0                                    | 0                    | 72                            |
| Пол    | Производња и снабдевање   | Грађевинарство                | Трговина                             | Хотели и ресторани   | Саобраћај, складиштење и везе |
| Мушки  | 3                         | 3                             | 4                                    | 0                    | 4                             |
| Женски | 0                         | 0                             | 1                                    | 0                    | 1                             |
| УКУПНО | 3                         | 3                             | 5                                    | 0                    | 5                             |
| Пол    | Финансијско посредовање   | Некретнине                    | Државна управа и одбрана             | Образовање           | Здравствени и социјални рад   |
| Мушки  | 0                         | 0                             | 1                                    | 1                    | 0                             |
| Женски | 0                         | 0                             | 0                                    | 1                    | 2                             |
| УКУПНО | 0                         | 0                             | 1                                    | 2                    | 2                             |
| Пол    | Остале услужне активности | Приватна домаћинства          | Екстериторијалне организације и тела | Непознато            | Непознато                     |
| Мушки  | 0                         | 0                             | 0                                    | 3                    | 3                             |
| Женски | 0                         | 0                             | 0                                    | 1                    | 1                             |
| УКУПНО | 0                         | 0                             | 0                                    | 4                    | 4                             |

## Саобраћај
До насеља се може доћи приградском аутобуском линијом Пирот——Велико Село која има два стајалишта у насељу.